# Tremellodendropsis flagelliformis
Tremellodendropsis flagelliformis är en svampart som först beskrevs av Miles Joseph Berkeley, och fick sitt nu gällande namn av D.A. Crawford 1954. Tremellodendropsis flagelliformis ingår i släktet Tremellodendropsis, ordningen Auriculariales, klassen Agaricomycetes, divisionen basidiesvampar och riket svampar.   Inga underarter finns listade i Catalogue of Life.